# Teabo
Teabo är en ort i Mexiko.   Den ligger i kommunen Teabo och delstaten Yucatán, i den östra delen av landet, 1 000 km öster om huvudstaden Mexico City. Teabo ligger 22 meter över havet och antalet invånare är 5 040.
Terrängen runt Teabo är mycket platt. Runt Teabo är det ganska glesbefolkat, med 35 invånare per kvadratkilometer. Närmaste större samhälle är Oxkutzkab, 17,4 km sydväst om Teabo. I omgivningarna runt Teabo växer i huvudsak lövfällande lövskog.